# 원유진
원유진(1999년 1월 1일 ~ )은 대한민국의 배우이다.

## 학력
- 동국대학교 연극과

## 드라마
- 2023년 : 모바일TV 《밤이 되었습니다》 - 강예원 역
- 2024년 : KBS2 《미녀와 순정남》 - 조비비 역